# Damien McGrane
Damien McGrane (* 13. April 1971 in Kells im County Meath, Irland) ist ein irischer Profigolfer der European Tour.
Er wurde im Jahr 1991 Berufsgolfer, betätigte sich aber hauptsächlich als Klubprofessional im Wexford Golf Club und danach wieder in seinem Heimatort, beim Headfort Golf Club, wo er mittlerweile Ehrenmitglied ist.
Erst nach der Jahrtausendwende wandte sich McGrane mehr dem Turniergeschehen zu und spielte ab 2001 auf der Challenge Tour und auf Einladungsbasis auch irische Events der European Tour. Über die Tour School schaffte er es erstmals, sich für die Saison 2003 der großen europäischen Turnierserie auf regulärer Basis zu qualifizieren. Wegen nicht ausreichenden Platzierungen musste er sich für 2004 erneut die Spielberechtigung erkämpfen und überstand diese Spielzeit. In der Saison 2005 kam dann der Durchbruch und mit vier Top-10-Plätzen erreichte McGrane den beachtlichen 59. Platz in der European Tour Order of Merit. Auch 2006 hat er durch gute Ergebnisse die Basis geschaffen, weiterhin auf der European Tour verbleiben zu können. Im April 2008 gelang McGrane der erste Erfolg mit dem Gewinn der Volvo China Open.
Damien McGrane ist seit 1997 mit seiner Frau Geraldine verheiratet und hat zwei Kinder.

## Turniersiege
- 1993 Irish PGA Assistants Championship
- 1994 Irish PGA Assistants Championship
- 1999 Irish PGA Southern Championship, Wynyard Hall (MasterCard Tour)
- 2008 Volvo China Open (European Tour und Asian Tour)

## Teilnahme an Teambewerben
- PGA Cup (für Großbritannien & Irland): 2000

## Weblink
- Spielerprofil bei der European Tour

| Personendaten    | Personendaten       |
| ---------------- | ------------------- |
| NAME             | McGrane, Damien     |
| KURZBESCHREIBUNG | irischer Golfer     |
| GEBURTSDATUM     | 13. April 1971      |
| GEBURTSORT       | Kells, County Meath |